# Outsiders (serial telewizyjny)
Outsiders – amerykański serial telewizyjny (dramat) wyprodukowany przez Sony Pictures TV i Tribune Studios. Twórcą serialu jest Sam Shaw. Serial był emitowany od 26 stycznia 2016 roku do 25 kwietnia 2017 roku przez stację WGN America.

15 kwietnia 2017 roku, stacja WGN America ogłosiła zakończenie produkcji serialu po dwóch sezonach.

## Fabuła
Serial opowiada historię rodziny Farrellów, którzy mieszkają w Appalachach i czują się ponad prawem. 

## Obsada
- David Morse jako Big Foster[3]
- Joe Anderson jako Asa[3]
- Thomas M. Wright  jako szeryf Wade Houghton[4]
- Ryan Hurst jako Lil Foster
- Gillian Alexy jako G’Winveer
- Kyle Gallner jako Hasil[5]
- Christina Jackson jako Sally-Ann
- Francie Swift jako Haylie
- Phyllis Somerville jako Lady Ray
- Amanda Brooks jako Danna Miller[6](sezon 2)

## Odcinki
| Sezon | Sezon | Odcinki | Oryginalna emisja WGN America | Oryginalna emisja WGN America | Oryginalna emisja | Oryginalna emisja | Oryginalna emisja |
| Sezon | Sezon | Odcinki | Premiera sezonu               | Finał sezonu                  | Premiera sezonu   | Finał sezonu      |                   |
| ----- | ----- | ------- | ----------------------------- | ----------------------------- | ----------------- | ----------------- | ----------------- |
|       | 1     | 13      | 26 stycznia 2016              | 19 kwietnia 2016              | brak danych       | brak danych       |                   |
|       | 2     | 13      | 24 stycznia 2017              | 25 kwietnia 2017              | nieemitowany      | nieemitowany      |                   |

## Produkcja
13 sierpnia 2014 roku, stacja WGN America zamówiła pierwszy sezon Outsiders.
11 marca 2016, stacja WGN America ogłosiła przedłużenie Outsiders o drugi sezon.